# یاماتوهیمه نو میکوتو
یاماتوهیمه نو میکوتو (به ژاپنی: 倭比売命 یا 倭姫命 Yamatohime-no-mikoto)؛ یک زن ژاپنی است که گفته می‌شود معبد ایسه را تأسیس کرده‌است، جایی که الهه خورشید، آماتراسو در آن تقدیس می‌شود. یاماتوهیمه نو میکوتو به عنوان دختر امپراتور سوینین، یازدهمین امپراتور ژاپن ثبت شده‌است. زمان زندگی وی بر طبق افسانه‌ها در حدود ۲۰۰۰ سال قبل بوده‌است.